# Chelovechki
«Chelovechki» (en ruso человечки), traducido al español es Gente Pequeña, es el séptimo sencillo del álbum de estudio Veselye Ulybki (Sonrisas felices), del dúo de cantantes rusas t.A.T.u..
El sencillo también puede encontrarse en su versión demo, como también la versión inglesa de la canción, titulado "Little People", que se encuentra en el disco Waste Management. 
- Datos: Q5765587